# بيرني بلانشت
بيرني بلانشت هو لاعب هوكي جليد كندي، ولد في 11 يوليو 1947 في نورث باتلفورد في كندا، وتوفي في 25 أغسطس 2006.

## وصلات خارجية
- بيرني بلانشت على موقع EliteProspects.com (الإنجليزية)
- بيرني بلانشت على موقع HockeyDB.com (الإنجليزية)
- بيرني بلانشت على موقع Hockey-Reference.com (الإنجليزية)